# Chlenias trigramma
Chlenias trigramma là một loài bướm đêm trong họ Geometridae.